# Minneapolis City SC
El Minneapolis City SC es un equipo de fútbol de Estados Unidos que juega en la USL League Two, la cuarta división nacional.

## Historia
Fue fundado en el año 2016 en la ciudad de Minneapolis, Minnesota con el objetivo de llenar el vacío que dejó la desaparición de Minnesota Thunder, empezando ese mismo año como equipo de la desaparecida Premier League of America, finalizando con tres victorias, cuatro empates y tres derrotas, finalizando en tercer lugar de la West Division. Su primer partido oficial fue un empate 0-0 ante el Bavarian SC en Milwaukee. El primer gol en la historia del club lo anotó Matthew Gweh en su primer partido de local, una victoria por 2–1 ante Croatian Eagles en el Les Barnard Field.
En octubre de ese año gana su primer partido en la clasificación para la Lamar Hunt U.S. Open Cup 2017 al Oakland County FC por 2–1 en tiempo extra.
En 2017 el Minneapolis City SC anunció que se uniría a la National Premier Soccer League. El equipo jugaría en la North Conference de la Midwest Region
Con la victoria ante el Oakland County FC, el Minneapolis City sería el primer equipo aficionado de Minnesota en clasificar a la US Open Cup, pero fue descalificado por cambiar de liga.
En 2018, Minneapolis City SC gana el título de la NPSL North Conference sin perder partidos ante rivales de la conferencia, siendo uno de cinco equipos en la NPSL invictos en la temporada regular, además de que the Crows fueron la mejor ofensiva de la liga con 46 goles.
Para la temporada 2019 gana el título de la NPSL North Conference tras vencer al Duluth FC por 4–2 a un partido de terminar la fase regular.